# کوتوکو-این
کوتوکو-این (به ژاپنی: 高徳院 Kōtoku-in)
یک معبد بودایی وابسته به فرقه جودو است که در شهر کاماکورا، کاناگاوا در استان کاناگاوا در ژاپن قرار دارد.

## نگاره

تندیس غول‌پیکر آمیتابه در معبد کوتوکو-این، ژاپن - ۲۰۰۵